# Candice Breitz
Candice Breitz (* 1972 in Johannesburg) ist eine südafrikanische jüdische Künstlerin. Sie lebt in Berlin und unterrichtet an der Hochschule für Bildende Künste Braunschweig. In ihren Foto- und Videoarbeiten untersucht sie die Rolle der Medien in der Entwicklung von Individuen oder Gruppen.

## Leben
Candice Breitz verbrachte ihre Kindheit in Johannesburg. Sie studierte in Südafrika und den USA Kunstgeschichte, dann arbeitete sie einige Jahre in New York. Seit 2003 lebt und arbeitet sie in Berlin. 2007 gewann sie bei der Fondation Prince Pierre de Monaco den internationalen Preis für zeitgenössische Kunst.

## Ausstellungen (Auswahl)
2005 gelang Candice Breitz der Durchbruch bei der Kunstbiennale in Venedig mit ihrer Videoinstallation Mother + Father. Auf zwölf Bildschirmen sind sechs männliche und weibliche Hollywoodschauspieler aus dem Filmkontext herausgelöst und vor einem schwarzen Hintergrund zu sehen. Es entsteht ein Gespräch zwischen Vätern und Müttern über das Elternsein.
Am 28. November 2008 eröffnete die Temporäre Kunsthalle Berlin mit ihrer zweiteiligen Ausstellung Inner + Outer Space. Im ersten Teil zeigte sie Working Class Hero (A Portrait of John Lennon), 2006, King (A Portrait of Michael Jackson), 2005 und Queen (A Portrait of Madonna), 2005. Für alle drei Arbeiten suchte die Künstlerin möglichst authentische Fans, die bereit waren, ein komplettes Album der Interpreten vor laufender Kamera auf ihre ganz eigene Art vorzuführen. Wie groß ist der Einfluss von Popmusik auf das Leben der Rezipienten? Die Fans als die intensivsten Rezipienten sind ein Teil der Studie, um dieser Frage zu begegnen. Im zweiten Teil der Ausstellung blieb dieses Thema mit der Arbeit Working Class Hero (A Portrait of John Lennon) erhalten, dazu kommen Father, 2005, und Him, 1968–2008, eine neue Arbeit der Künstlerin. Aus dem Kontext der Filmrollen herausgelöst, steht der Schauspieler Jack Nicholson im Dialog mit sich selbst.
- 2010: The Scripted Life, Kunsthaus Bregenz
- 2016: Candice Breitz: Ponderosa, Kunstmuseum Stuttgart. Retrospektiver Überblick zum Werk, u. a. mit  den Installationen Babel Series (1999) und Mother + Father (2005). Eigens für die Ausstellung Ponderosa entwickelte Breitz die Arbeit Love Story, eine Videoinstallation mit den Hollywood-Schauspielern Alec Baldwin und Julianne Moore und Interviews mit sechs Flüchtlingen.
- 2020: Candice Breitz. Labour, Kunstmuseum Bonn

- 2022: Candice Breitz. Whiteface, Museum Folkwang Essen[2]
- 2023: Candice Breitz. Whiteface, Fotografiska Berlin[3]

## Kontroversen um Aussagen zu Israel und Hamas
Candice Breitz gehörte 2020 zu den Unterstützerinnen der „Initiative GG 5.3 Weltoffenheit“, die die deutsche Bundesregierung dazu auffordert, die zum Israelboykott aufrufende BDS-Bewegung nicht pauschal als antisemitisch einzustufen. Nach dem Terrorangriff der Hamas auf Israel 2023 sagte die Bundeszentrale für politische Bildung ein für Dezember 2023 geplantes Symposium in Berlin unter dem Titel „We still need to talk“ ab, das Breitz zusammen mit Michael Rothberg (Professor für Holocaust-Studien an die University of California, Los Angeles) organisiert hatte.
Dazu kommentierte die Bundeszentrale für Politische Bildung: „Sämtliche Positionierung der Teilnehmenden [von "We Still Need To Talk"], die nach dem 7. Oktober, erfolgt sind, konnten wir nicht antizipieren und distanzieren uns ausdrücklich von denen, die sich hier nicht klar gegen den Terror der Hamas positionieren.“ Laut Tagesspiegel  stand hinter der Veranstaltung das „Konzept der sogenannten relationalen Erinnerung – ein Ansatz, der sich dafür starkmacht, den Holocaust in Bezug zu anderen Formen von Gewalt und Genoziden zu setzen. Kritiker sehen damit die Singularität des Holocausts infrage gestellt.“ Im November 2023 demonstrierten in Berlin ca. 1000 Personen gegen die Absage der geplanten Veranstaltung in Berlin.
Wegen ihrer Aussagen zum Gaza-Krieg sagte auch das Saarlandmuseum in Saarbrücken eine für 2024 geplante Ausstellung der Künstlerin ab. Die Stiftung Saarländischer Kulturbesitz  schrieb in einer Presseerklärung: „Die SSK möchte durch die Absage der Ausstellung deutlich zum Ausdruck bringen, dass sie vor diesem Hintergrund nicht bereit ist, Künstler*innen ein Podium zu bieten, die sich nicht klar gegen den Terror der Hamas positionieren.“
Die Monopol-Autorin Elke Buhr schrieb in einem Kommentar dazu: „Zum ersten Mal wird nun auch eine jüdische Künstlerin Opfer der aktuellen Serie von Absagen und Ausladungen wegen Aussagen, die als antisemitisch gelesen werden.“ Candice Breitz schrieb in einem Brief an die taz:

„Zu keinem Zeitpunkt des Abends habe ich das Wort Apartheid im Zusammenhang mit dem Staat Israel erwähnt. An einem frühen Punkt meiner Rede habe ich erwähnt, dass ich unter der Apartheid in Südafrika aufgewachsen bin, und dass ich daher weiß, wie Apartheid aussieht und wie sie funktioniert (was man tut, wenn man unter einem repressiven Regime gelebt hat). Ich stehe zu dieser Aussage.“

Auf ihrem eigenen Instagram-Kanal schrieb Breitz:

„Es ist möglich, die Hamas uneingeschränkt zu verurteilen (wie ich es tue) und gleichzeitig den breiteren palästinensischen Kampf für Freiheit von Unterdrückung, Diskriminierung und Besatzung zu unterstützen.“

Am 7. Dezember 2023 erschien im britischen Guardian ein Interview mit Breitz. Darin bezeichnete sie die grundsätzliche Vermutung, „dass jeder fortschrittliche Jude in diesem Land Antisemitismus hegt, es sei denn, er verurteilt die Hamas öffentlich,“ als „offensichtlich lächerlich.“ Weiter erklärte sie:

„Muss ich auf die Absurdität hinweisen, dass die Deutschen Juden vorschreiben, wie sie ihre Reaktionen auf das abscheuliche Massaker an jüdischen Menschen durch Terroristen artikulieren sollen? Was kommt als nächstes? Wird jeder jüdische Mensch in diesem Land aufgefordert, die Shoah im Nachhinein zu verurteilen?“

## Ausstellungskataloge
- Christoph Tannert: Candice Breitz: Alien (Ten Songs from Beyond). Museum Folkwang im RWE Turm, Essen 2002.
- Suzanne Cotter: Candice Breitz: Re-Animations. Modern Art Oxford, Oxford 2003.
- Marcella Beccaria: Candice Breitz. Castello di Rivoli, Rivoli-Torino 2005.
- Sabine Himmelsbach, Paula von Sydow: Candice Breitz: Mother. Revolver Archiv für Aktuelle Kunst, Frankfurt 2005.
- Louise Neri: Candice Breitz. White Cube, London 2005 (herausgegeben von Jay Jopling/White Cube, Francesca Kaufmann und Sonnabend Gallery).
- Christine Kintisch: Candice Breitz: Working Class Hero. Bawag Foundation, Wien 2006.
- Christy Lange (Interview): Candice Breitz. Kukje Gallery, Seoul 2006.
- Artemis Potamianou: Candice Breitz. Hellenic American Union, Athens 2006.
- Octavio Zaya: Candice Breitz: Multiple Exposure. (Barcelona + León: ACTAR + MUSAC ? Museo de Arte Contemporáneo de Castilla y León, 2007).
- Jennifer Allen: Candice Breitz / Inner + Outer Space. Temporäre Kunsthalle Berlin, Berlin 2008.
- Michael Juul Holm: Candice Breitz: Louisiana Contemporary. Louisiana Museum of Modern Art, Humlebaek 2008.

## Auszeichnungen
- 2007: Internationaler Preis für zeitgenössische Kunst, Fondation Prince Pierre de Monaco
- 2013: B3 BEN Award „nonlinear“ der B3 Biennale des bewegten Bildes